# Yvonne Rudellat
Yvonne Rudellat (11 janvier 1897 - 23 avril 1945) est un agent secret français du Special Operations Executive, pendant la Seconde Guerre mondiale. Elle fut la première femme à être envoyée par le SOE en France, en juillet 1942.

## Biographie

### Avant la guerre
Le 11 janvier 1897, Yvonne Claire Cerneau naît à Maisons-Laffitte. Quand sa mère lui en donne l'autorisation, elle accompagne son père dans ses déplacements professionnels. Après la mort de son père, Yvonne s’estime incapable de vivre avec sa mère et va à Londres chercher un travail. En 1920, tandis qu’elle travaille au Galeries Lafayette de Regent Street, elle rencontre Alex Rudellat, de neuf ans son aîné, employé au Picadilly Hotel. Elle l’épouse. En 1922, naît sa fille. En 1929, ils se séparent, mais restent amis et partagent leur temps avec leur fille.

### Résistance
En mai 1942, alors qu'elle travaille comme secrétaire à l'Ebury Court Hotel, elle est remarquée par un agent du SOE séjournant dans l'hôtel et elle est finalement recrutée. Elle fait partie de la première session féminine du SOE avec Andrée Borrel, Marie-Thérèse Le Chêne et Blanche Charlet. Elle commence comme FANY, et suit l’entraînement. Le 17 juillet, en compagnie de deux autres chargés de missions, Nicolas Bodington (numéro 2 de la Section F) et Henri Frager « Paul », elle quitte l'Angleterre pour la France, avec le nom de code « Suzanne » et avec pour fausse identité Jacqueline Gautier. Le trajet initial, qui est un vol vers Gibraltar, est mouvementé : l'avion Whitley qui les emmène subit un tir de chasseurs allemands au large de Brest, fort heureusement sans dommages pour eux.
Le 30 juillet 1942, les quatre agents sont infiltrés en France près du lieu-dit Bijou-sur-mer et la pointe-Fourcade, près de Cannes. Yvonne prend le train, cachée dans le tender à charbon de la locomotive pour passer la ligne de démarcation, pour Paris, en se faisant passer pour une réfugiée de Brest qui fuit les bombardements. Elle se rend ensuite à Tours en Indre-et-Loire où elle doit rejoindre l'agent Francis Suttill pour l'aider à remonter un réseau à Paris. Ce dernier n'étant pas encore en France, elle devient courrier (ou agent de liaison) pour le réseau MONKEYPUZZLE de Raymond Flower « Gaspar ». A bicyclette, elle fait des repérages pour des terrains d'atterrissage possibles, transporte des radios et des explosifs cachés dans ses culottes bouffantes et des messages vers Bordeaux ou Paris. Ayant des doutes sur les capacités de Raymond Flower, elle s'engage auprès de Marcel Clech et de Pierre Culioli.  
Dans la nuit du 24 au 25 septembre 1943, Andrée Borrel « Denise » et Lise de Baissac « Odile », les deux premières femmes à être parachutées en France par le SOE, sont réceptionnées par le réseau MONKEYPUZZLE,. Dans la nuit du 1er au 2 octobre. Francis Suttill « Prosper » est parachuté en France pour y mettre sur pied le réseau action PHYSICIAN,. 
Le 31 décembre, Francis Suttill la désigne comme adjoint de Pierre Culioli pour diriger une branche du réseau Prosper dans le sud de la Touraine. Cette branche est dénommée ADOLPHE,. Pierre et Yvonne dirigent et coordonnent dans la région de la Loire des groupes de résistance spécialisés dans le repérage de terrains d'atterrissage, l’organisation et la réception de parachutages, et la réalisation de sabotages. Ils s'installent en Sologne près de Romorantin-Lanthenay, où de nombreux habitants son farouchement anti-allemands. 
Dans la nuit du 15 au 16 juin 1943, avec Pierre Culioli, elle recueille deux agents canadiens, Frank Pickersgill « Bertrand » et John Macalister « Valentin » son opérateur radio, qui viennent établir et diriger le réseau ARCHDEACON dans les Ardennes. Alors qu'ils les emmènent à la gare de Beaugency en voiture, ils sont arrêtés par un barrage allemand et les deux Canadiens emmenés. Culioli, avec Rudellat, tente alors d'échapper aux Allemands, mais se retrouve face à un nouveau barrage près de Bracieux, où Yvonne Rudellat est touchée par une balle en pleine tête. La croyant morte, Culioli lance la voiture à pleine allure contre un mur, sans succès. Ils sont alors arrêtés par la police allemande et emmenés à Blois.

### Aux mains de l'ennemi
Blessée, elle est emmenée dans un hôpital civil de la ville, où les médecins, découvrant que la balle n'a pas touché le cerveau, décident de la laisser à sa place. Pour tenter de la protéger, les membres du personnel médical lui injectent des calmants pour la faire dormir lorsque les interrogateurs de la police allemande viennent pour l'interroger. Fin septembre 1943, elle est envoyée au Centre pénitentiaire de Fresnes, partageant sa cellule avec deux autres résistantes. Enregistrée sous le nom de Jacqueline Gautier, un de ses alias de résistance, elle est déportée à Ravensbrück par le convoi parti le 15 août 1944 de la gare de Pantin ("convoi des 57000" dit I.264) puis est transférée le 2 mars 1945 vers Bergen-Belsen où elle est libérée par les soldats britanniques le 5 avril. Atteinte du typhus, elle meurt le 23 ou le 24 avril 1945 et est enterrée dans une fosse commune du camp.

## Reconnaissance
- Obélisque à Romorantin, Loir-et-Cher (41).
- Son nom est honoré sur une plaque au mémorial de Valençay, Indre, car elle est l'un des 104 agents de la Section F du SOE (dont 13 femmes) morts pour la France.
- Une plaque à l'église Saint-Paul, Knightsbridge, lui rend hommage en tant que l'une des 52 membres du First Aid Nursing Yeomanry (FANY) qui ont donné leur vie au roi et à leur pays.
- Une plaque la cite au memorial du cimetière militaire de Brookwood.

## Distinctions

### France
- Médaille de la Résistance française par décret du 19 décembre 1997[9].

### Royaume-Uni
- membre de l'Ordre de l'Empire britannique (militaire) à titre posthume.
- Recommandée pour une Military Cross, elle ne l'a pas reçue car c'était une femme.

## Identités
- État civil : Yvonne Claire Cerneau, épouse Rudellat
- Comme agent du SOE, section F :
  - Nom de guerre (field name) : « Suzanne »
  - Nom de code opérationnel : SOAPTREE (en français SAVONNIER, un arbre).
  - Fausse identité : Jacqueline Gautier[10]
  - Pseudo : Jacqueline (pour les résistants)
  - Autre pseudo : Jacqueline Vialliot[11]

Parcours militaire :
- Royal Army Pay Corps
- First Aid Nursing Yeomanry
- SOE, section F ; date : 1er juin 1942 ; grade : ensign.

## Famille
- Son père : vendeur de chevaux pour l’armée française
- Son mari : Alex Rudellat
- Son frère : Jean. Huit autres frères et sœurs moururent à la naissance ou en bas âge.
- Sa fille : Constance Jacqueline